# Lauretta Ngcobo
Lauretta Ngcobo (Ixopo, KwaZulu-Nat, 13 de septiembre de 1931-Johannesburgo, 3 de noviembre de 2015) fue una novelista y ensayista sudafricana. Después de exiliarse entre 1963 y 1994, en Suazilandia, luego en Zambia y finalmente en Inglaterra, donde enseñó durante 25 años, regresó a Sudáfrica y vivió en Durban. Sus textos entre los años sesenta y principios de los noventa abordaban «las experiencias de las mujeres negras con la marginación del apartheid». Su novela And Theyn'tn't Die (1990), ambientada en la década de 1950 en Sudáfrica retrata la opresión sobre todo de las mujeres que luchan por sobrevivir, trabajar la tierra y mantener un sentido de dignidad bajo el sistema del apartheid mientras sus maridos buscan trabajo en las minas y ciudades.

## Biografía
Hija de los maestros Rosa (nacida Cele) y Simon Gwina, Lauretta Gladys Nozizwe Duyu Gwina nació en Ixopo, KwaZulu-Natal, y creció allí. Asistió a la Escuela del Seminario Inanda, cerca de Durban, y se convirtió en la primera mujer de su zona en estudiar en la Universidad de Fort Hare. Enseñó durante dos años, luego aceptó un trabajo en el Consejo de Investigación Científica e Industrial en Pretoria. En 1956 participó en la marcha de las mujeres.
En 1957 se casó con Abednego Bhekabantu Ngcobo, fundador y miembro del ejecutivo del Congreso Panafricanista, quien en 1961 fue sentenciado a dos años de prisión bajo la Ley de Supresión del Comunismo.

### El exilio entre 1963 y 1994
En 1963, ante una detención inminente, huyó del país con sus dos hijos pequeños, mudándose a Suazilandia, luego a Zambia y finalmente a Inglaterra, donde enseñó en la escuela primaria durante 25 años. Fue nombrada subdirectora y luego directora interina de la Escuela Infantil Lark Hall en Lambeth, sur de Londres, donde era la única miembro negra del personal. En 1984 se convirtió en presidenta de ATCAL (the Association for the Teaching of Caribbean, African, Asian and Associated Literatures), un grupo de maestros y escritores que promovían un plan de estudios más diverso en el sistema educativo británico.
Este trabajo lo compaginó con dos novelas, Cross of Gold (1981), sobre el oro como potencial económico y geográfico del país que se desinteresa por su población negra, y And They Didn't Die (1990); esta última descrita como "innovadora en su descripción de las experiencias de una mujer negra ". Su protagonista, Jezile, se convierte en una voz nueva, vista por primera vez en la literatura sudafricana. Es singular al destacar los efectos nocivos del apartheid y el derecho consuetudinario en la vida de las mujeres africanas confinadas a los bantustanes del apartheid". Además, Ngcobo fue la editora de Let It be Told: Ensayos de Black Women Writers en Gran Bretaña (Pluto Press, 1987), que incluyó contribuciones de escritoras como Amryl Johnson, Maud Sulter, Agnes Sam, Valerie Bloom, Grace Nichols, Marsha Prescod, Beverley Bryan, Stella Dadzie y Suzanne Scafe. También publicó un libro para niños, Fikile Learns to Like Other People (1994), y en 2012 editó una antología de historias de mujeres sudafricanas en el exilio, titulada Prodigal Daughters, que fue elegida como Libro del Año por Neelika Jayawardane en Africa is a Country.

### Regreso a Sudáfrica
Tras las elecciones en las que ganó el Congreso Nacional Africano, Ngcobo regresó a Sudáfrica con su familia en 1994. Su marido murió en 1997.
En Sudáfrica volvió a enseñar durante un tiempo antes de convertirse en miembro del órgano legislativo de KwaZulu-Natal, donde pasó 11 años antes de retirarse en 2008. Publicó numerosos artículos académicos y fue asidua participante en conferencias de escritores.
Murió en el hospital de Johannesburgo el 3 de noviembre de 2015, después de un derrame cerebral. El obituario del Sunday Times de Sudáfrica la describió como una "escritora y activista que dio voz a las mujeres vulnerables", mientras que Barbara Boswell, del Instituto Africano de Género de la Universidad de Ciudad del Cabo, escribió: «La muerte de Lauretta Ngcobo nos ha robado un talento literario significativo, luchador por la libertad y voz feminista».

## Premios
En 2006, Ngcobo recibió el Premio Literario Lifetime Achievement de los Premios Literarios de Sudáfrica. En 2008, fue galardonada con la Orden de Ikhamanga por su trabajo en literatura y en la promoción de la igualdad de género. Fue nombrada leyenda viviente de eThekwini en 2012, y en 2014 recibió un doctorado honorario de Tecnología en Artes y Diseño de la Universidad Tecnológica de Durban (Durban University of Technology).

## Obras
Novelas
- Cross of Gold, novela (Prentice Hall, 1981)
- And They Didn't Die, novela (London: Virago Press, 1990)

Como editor
- Let It Be Told: Essays by Black Women Writers in Britain (Pluto Press, 1987; new edn Virago, 1988)
- Prodigal Daughters — Stories of South African Women in Exile (University of KwaZulu-Natal Press, 2012)[8]

Para niños
- Fikile Learns to Like Other People (1994)[3]